# 정채봉문학상
정채봉문학상(丁埰琫文學賞)은 동화작가 정채봉(丁埰琫, 1946~2001)의 문학정신을 기리기 위해 여수MBC가 2011년 제정된 대한민국의 문학상이다. 여수mbc, 순천시, 제자들이 ‘정채봉 선생 10주기 추모위원회’를 구성했다. 1년 동안 국내 문예지에 발표된 창작 단편동화 중 문학성이 뛰어난 작품을 대상으로 한다. 상금은 1,000만 원이다.

## 역대 수상 작품
| 회    | 수상 연도 | 작가            | 작품                                             |
| ----- | --------- | --------------- | ------------------------------------------------ |
| 제1회 | 2011년    | 소설가 류은     | '그 고래, 번개' ISBN 9788946416819               |
| 제2회 | 2012년    | 소설가 김해등   | '발찌 결사대' ISBN 9788946416901                 |
| 제3회 | 2013년    | 소설가 양인자   | ‘껌 좀 떼지 뭐’ISBN 9788946419223                |
| 제4회 | 2014년    | 동화작가 유영소 | ‘꼬부랑 할머니는 어디 갔을까?’ISBN 9788946419278 |
| 제5회 | 2015년    | 동화작가 허혜란 | '503호 열차' ISBN 9788946419285                  |
| 제6회 | 2016년    | 동화작가 김혜온 | '바람을 가르다' ISBN 9788946419292               |
| 제7회 | 2017년    | 동화작가 이인호 | '팔씨름'                                         |